# Souhvězdí EURion

Souhvězdí EURion, tvořené pěticí kroužků.

Souhvězdí EURion je neoficiální, ale široce užívaný název pro uspořádání symbolů, které se od roku 1996 nachází na mnoha bankovkách celého světa. Je určeno k automatizované detekci (pomocí softwaru pro zpracování obrazu), aby se zabránilo padělání peněz pomocí kopírek.

## Popis
S názvem souhvězdí EURion přišel v roce 2002 počítačový vědec Markus Kuhn poté, co při zkoušení kopírky Xerox zjistil, že odmítá kopírovat bankovky. Jde o slovní hříčku odkazující na souhvězdí Orion, jehož uspořádání hvězd je podobné, EUR je označení pro euro podle normy ISO 4217.
Kuhnem popsané „souhvězdí“ sestává z konkrétního uspořádání pěti malých žlutých, zelených nebo oranžových kroužků, opakujících se na více místech bankovky s různou orientací. Při přítomnosti těchto pěti kroužků na stránce předlohy některé barevné kopírky odmítnou vytisknout kopii. 
Souhvězdí EURion se vyskytuje mj. Na všech eurových bankovkách a také na všech českých bankovkách z poslední doby (vyšší nominály od roku 2007–09, 100 Kč a 200 Kč od emise 2018).
EURion je z bankovek běžně dostupných v Česku nejzřetelnější na 10 EUR. Některé centrální banky naopak souhvězdí nenápadně začleňují do grafického návrhu bankovky. Například na německých markových bankovkách byly kroužky EURion obklopeny dalšími soustřednými kruhy zasazenými do pozadí. Na starší emisi bankovek 20 GBP s Edwardem Elgarem měly kruhy podobu hudebních not; na novějších bankovkách s Adamem Smithem jsou už kruhy prostě uspořádáné kolem textu 20 GBP . 
Detaily technického řešení založeného na souhvězdí EURion jsou jeho vynálezci, bankami i implementujícími výrobci udržovány v tajnosti. Zapsaný patent naznačuje, že detekční model a algoritmus byly vyvinuty japonskou společností OMRON Corporation. Není však jisté, zda tato technika má oficiální název. Termín Omron anti-photocopying feature se nicméně vyskytuje v tiskové zprávě indické národní banky z roku 2005. 

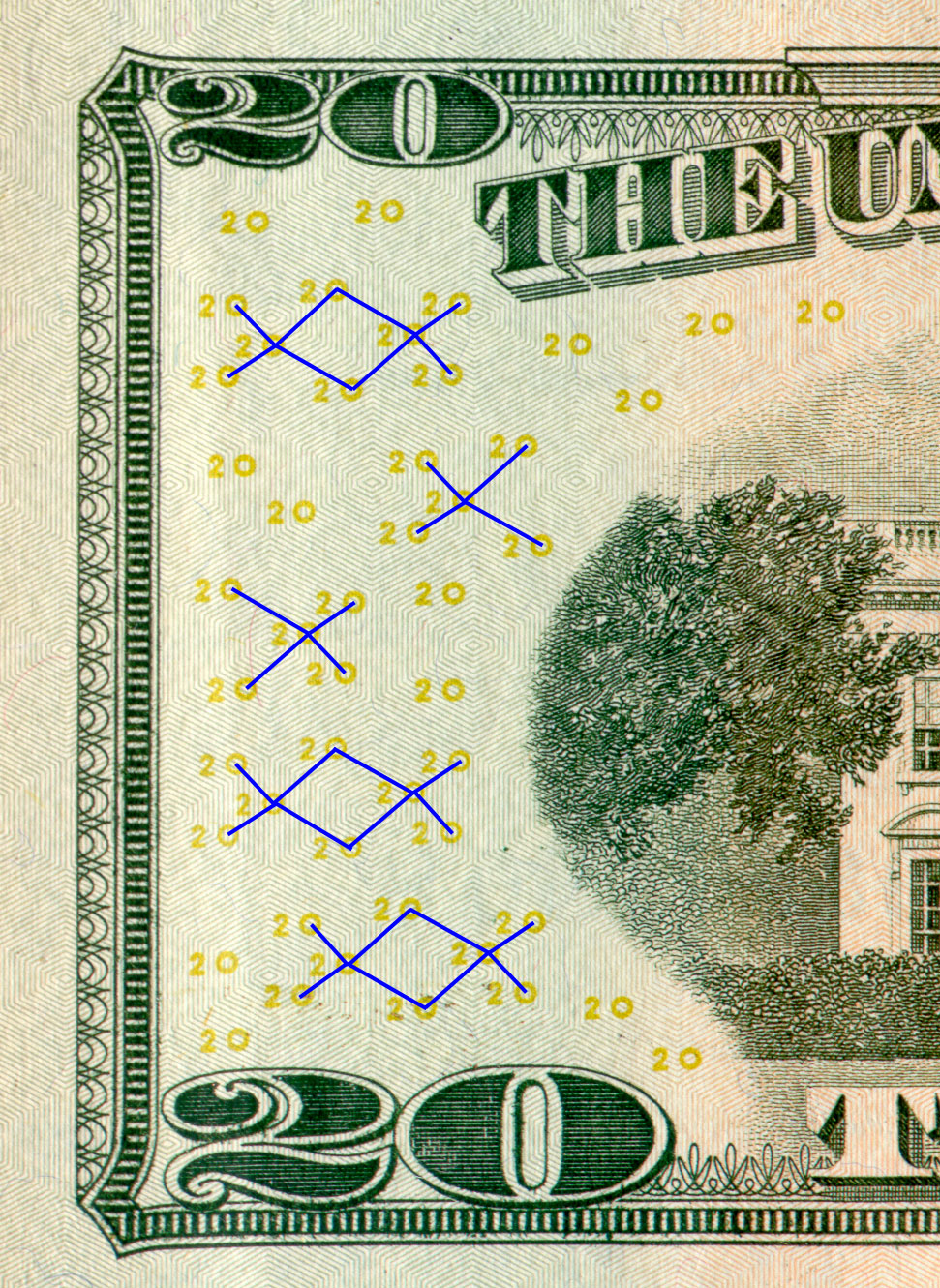
Souhvězdí EURion zvýrazněno na dvacetidolarové bankovce.